# Processó nupcial a Hardanger
Processó nupcial a Hardanger (en noruec: Brudeferd i Hardanger) és una de les pintures més conegudes de la història de l'art a Noruega. Fou realitzada el 1848 per Adolph Tidemand i Hans Gude. La grandària del quadre és de 93 × 130 cm i es conserva al Museu Nacional d'Art, Arquitectura i Disseny de Noruega a Oslo. És un exemple típic d'un treball de col·laboració, en el qual Gude va pintar els paisatges i Tidemand els personatges.
Processó nupcial a Hardanger és una obra mestra del nacionalisme romàntic Noruega. En aquest, es conjuguen els elements romàntics de la fantasia, el sentiment i la natura amb el jove nacionalisme noruec. Una processó nupcial recorre en bots un fiord després de les noces. Els nuvis van asseguts en la primera embarcació; darrere d'aquesta, al lluny, es distingeixen altres embarcacions amb els convidats de les noces. Els tripulants van abillats amb vestits típics (bunad); la núvia va coronada i el nuvi és potser l'home que saluda amb el barret. En la proa, s'observa un músic i un home armat amb un fusell, a punt de llançar un tret a l'aire en senyal de salutació. El paisatge del voltant mostra un bell dia assolellat d'estiu, altes i escarpades muntanyes amb arbres verds i el fiord d'aigües cristal·lines i brillants. La natura d'Hardanger és dramàtica, i les fosques muntanyes contrasten amb el fiord, il·luminat pels rajos del sol.
El quadre va ser elaborat per encàrrec del Teatre de Cristiania, en ocasió d'una vetllada cultural el 1849, en què un grup teatral, vestit amb indumentària típica i a bord d'una embarcació, interpretava una cançó d'Andreas Munch amb música d'Halfdan Kjerulf, i el quadre hi servia d'escenografia.